# Ghost: Rite Here Rite Now
Ghost: Rite Here Rite Now (también conocida como Rite Here Rite Now) es una película de concierto de la banda sueca de rock Ghost. Documenta los dos últimos conciertos de la gira Re-Imperatour, realizados en el Kia Forum en Los Ángeles. Dirigida por Tobias Forge en colaboración con Alex Ross Perry, la película combina las presentaciones musicales con la serie web de la banda, que narra una historia ficticia creada por Forge.
La película, distribuida por Trafalgar Releasing, fue anunciada el 1 de mayo de 2024, después de un teaser publicado por la banda el 4 de abril. Su estreno estaba inicialmente programado mundialmente para el 20 y 22 de junio, pero finalmente se llevó a cabo del 20 al 23, y luego se agregaron fechas adicionales.
El largometraje fue un éxito comercial y se convirtió en el evento de cine de hard rock de mayor recaudación de todos los tiempos en América del Norte, con una ganancia de 4.7 millones de dólares.

## Argumento
La película sigue a Cardinal Copia, también conocido como «Papa Emeritus IV», durante su sexto año como líder de la banda en un ritual en el Kia Forum de la Re-Imperatour. En este universo ficticio, ser un «Papa» es un puesto de liderazgo, pero si los resultados no satisfacen al ministerio, el líder es reemplazado.
A lo largo del filme, Copia tiene miedo de ser reemplazado, a pesar de estar cumpliendo bien su rol. Se muestra inseguro y le pregunta a su madre, Sister Imperator, sobre su desempeño, pero no puede evitar sentir que podría ser sacrificado por el ministerio.
Copia también enfrenta problemas familiares, descubriendo secretos sobre su madre y teniendo conflictos con su padre, Papa Nihil, quien siempre fue ausente y no aceptó a Copia como Papa.
Al final, Copia presencia la muerte de su madre, quien le deja una carta revelando que estaba enferma y no quería distraerlo. En la carta, le deja el trono, convirtiéndolo en Frater Imperator, no en Papa Emeritus IV. Esta revelación cambia su destino, ya que ahora lidera el ministerio y lleva el legado de sus padres.

## Elenco
El elenco de la película está formado principalmente por miembros de la banda, pero también cuenta con actores que interpretan a los personajes ya existentes en su universo ficticio.
| - Tobias Forge como Papa Emeritus IV - Alan Ursillo como Papa Nihil - Justin Andrews como Papa Nihil (joven) - Maralyn Facey como Sister Imperator - Liz Fenning como Sister Imperator (joven) - Elester Latham como Mr. Psaltarian - Michael Beaudry como Agente funerario - Britta Peterson como Enfermera - Larissa Gampaoli Portin como Paramédica 1 - Christopher Edrington como Paramédico 2 - Gia e Nick Varo como Gemelos - Harold Mintz como Zelador | - Hayden Scott – batería, director musical - Per Eriksson – guitarra - Cosmo Sniderman – bajo - Justin Taylor – guitarra, percusión, vocalista de apoyo - Laura Scarborough – teclados - Mad Gallica – piano, vocalista de apoyo - Olivia Morreale – vocalista de apoyo - Randy Moore – guitarra - Sharlotte Gibson – vocalista de apoyo - Alin Melyk-Adamyan – piano - Sophia «Suuvi» Bacelar – violoncelo - Tina Guo – violoncelo, arreglos |

## Setlist
El concierto contiene las siguientes canciones:
1. Imperium
2. Kaisarion
3. Rats
4. Faith
5. Spillways
6. Cirice
7. Absolution
8. Ritual
9. Call Me Little Sunshine
10. Con Clavi con Dio (no incluida en OST)
11. Watcher in the Sky
12. If you have Ghosts (Versión acústica)
13. Twenties
14. Year Zero (no incluida en OST)
15. He Is (no incluida en OST)
16. Miasma
17. Mary on a Cross
18. Mummy Dust
19. Respite on the Spitalfields

Encore:
1. Kiss the Go-Goat
2. Dance Macabre
3. Square Hammer

Créditos:
1. The Future is a Foreign Land